# PGC 1000714
PGC 1000714 est une galaxie à anneau située à 360 millions d'années-lumière de la Voie lactée dans la constellation de la Coupe. PGC 100714 fait partie d'un groupe très rare de galaxies appelées de type Hoag, nommées ainsi d'après l'objet de Hoag, la « première » d'entre elles à avoir été découverte. On estime que seulement 0,1 % (environ) de toutes les galaxies sont de ce type,.
PGC 1000714 tire sa particularité du fait qu'il s'agit d'une galaxie de type Hoag avec deux anneaux presque ronds, mais avec des caractéristiques différentes. Elle est parfois surnommée galaxie de Burçin, du nom de la cheffe de l'étude photométrique qui a mené à sa découverte : Burçin Mutlu-Pakdil.

## Structure
La structure et la photométrie de PGC 1000714 ont fait l'objet d'études approfondies en 2017. Son bulbe galactique semble s'apparenter à celui d'une galaxie elliptique (ce qui peut entraîner des confusions) : il est parfaitement rond, sans être aplati au sein d'un disque. Enfin PGC 1000714 se différencie de la plupart des galaxies à anneau, en ce que son noyau central ne présente aucun signe de structure en barre reliant l'anneau externe au centre de la galaxie. C'est ce qui la rapproche de l'objet de Hoag et d'un certain nombre d'autres galaxies découvertes ayant un centre parfaitement rond.
La galaxie externe est relativement brillante et contient de nombreuses étoiles lumineuses, indiquant une formation récente. Il a également été constaté qu’il y avait à l’intérieur de l’anneau extérieur un anneau intérieur rouge pâle et diffus, plus proche du noyau. L'anneau extérieur semble être assez jeune (environ 130 millions d'années), tandis que l'anneau intérieur est beaucoup plus âgé (5,5 milliards d'années). Cette différence rend la galaxie encore plus particulière, peut-être même unique en son genre de ce point de vue,.
La plupart des détails concernant les galaxies de type Hoag restent mystérieux, à commencer par leur formation. Il a été suggéré que le noyau quasi parfait de l'objet de Hoag soit le produit d'une « instabilité de barre » extrême désintégrant la structure de la barre centrale en un noyau plus rond. Cela peut aussi être dû à une autre galaxie (collision et/ou capture). Dans le cas de PGC 1000714, étant donné que ses deux anneaux ont des âges très différents, ont privilégiera la deuxième hypothèse pour expliquer sa morphologie particulière. Toutefois davantage de données sont nécessaires avant de pouvoir tirer n'importe quelle conclusion.